# Wem die Sterne leuchten
Wem die Sterne leuchten ist ein US-amerikanischer Spielfilm aus dem Jahre 1957 von Jack Sher. Die Hauptrollen in diesem Ensemblestück spielen zahlreiche nationale wie internationale Jungstars der 1950er Jahre, darunter die Amerikaner George Nader und Julie Adams, die Deutsche Marianne Koch, die Italienerin Elsa Martinelli, die Italo-Britin Gia Scala, der spätere Psycho-Co-Star John Gavin und Charlie Chaplins Sohn Sydney Chaplin.

## Handlung
Los Angeles, Mitte der 1950er Jahre. Die im Originaltitel Four Girls in Town erwähnten vier Mädchen, das sind vier junge Schauspielerinnen aus ebenso vielen Ländern, die alle davon träumen, in Hollywood ihren Karrieredurchbruch zu erreichen. Diesmal liegen die Chancen nicht schlecht, denn für einen monumentalen Bibel-Film wird noch eine weibliche Hauptdarstellerin gesucht, nachdem die vorgesehene amerikanische Kollegin hingeworfen hat. Drehort wird New Orleans sein, und Studio-Boss James Manning hat die Qual der Wahl, sind die in Frage kommenden Nachwuchsmiminnen – die einheimische Kathy Conway, ein pragmatisches Landei aus Minnesota, die früh verwitwete, häuslich-liebe und praktisch veranlagte Ina Schiller aus Österreich, die verführerisch-temperamentvolle Italienerin Maria Antonelli sowie die Französin Vicki Dauray, die für diese Chance daheim in Paris Mann und Kind zurückgelassen hat – doch sehr unterschiedliche Typen. Manning überträgt dem jungen Nachwuchsregisseur Mike Snowden die Prüfung und Auslese, der daraufhin alle vier jungen Damen zu Probeaufnahmen bittet.
Kathy entwickelt über das rein Berufliche hinaus Interesse an Mike, ist aber dafür umso enttäuschter, als dieser eine Hollywood-Party an der Seite der Wienerin Ina verlässt. Der attraktive Nachwuchsschauspieler Tom Grant wiederum zeigt persönliches Interesse an Vicki, während der Publizist Ted Larabee ihr verspricht, sie zu fördern. Beide wissen nicht, dass sie sich um eine verheiratete Frau abmühen. Ina lernt über Mike dessen launischen Freund Johnny Pryor kennen, einen Komponisten, der ihr gut gefällt, während Maria sich derweil hochzuschlafen versucht, indem sie sich auf einen Playboy und Multimillionär einlässt, den Hotelier Spencer Farrington junior. Als Kathys Mutter in der Stadt der Engel auftaucht, bringt sie diese in arge Verlegenheit, weil sie nicht müde wird zu sagen, dass doch eigentlich jeder sofort erkennen müsse, was für Starqualitäten ihre Tochter besitze. Angesichts dieses Psychodrucks verhaut Kathy prompt die Probeaufnahmen. Sie erkennt aber bald, dass ihre Prioritäten doch woanders liegen: Mike entwickelt nämlich mehr und mehr persönliches Interesse an ihr. Dann kommt plötzlich alles ganz anders, als es die vier Mädchen in der Stadt erwartet haben: Die ursprünglich vorgesehene Schauspielerin hat sich wieder umentschlossen und will nun doch die Bibelfilm-Rolle übernehmen. Immerhin gehen Ina und Maria nicht leer aus. Sie erhalten jeweils einen Filmvertrag vom Studio wie auch einen Heiratsantrag von den sie anhimmelnden Männern. Vicki, die leer ausgeht, ist nicht enttäuscht, denn sie erkennt, dass ihre Familie daheim in Paris doch das Wichtigste ist.

## Produktionsnotizen
Wem die Sterne leuchten lief am 16. Januar 1957 in New York an. Die deutsche Premiere fiel auf den 12. April 1957.
Marianne Koch spielte ihren Part, eine von klassischer Musik begeisterte Österreicherin, unter dem anglisierten Pseudonym Marianne Cook. Einen kleinen Gastauftritt hat Oscar-Preisträger José Ferrer.
Die musikalische Leitung übernahm Joseph Gershenson.
Die Filmbauten entwarfen Alexander Golitzen und Ted Haworth, die Ausstattung übernahm Russell A. Gausman. Rosemary Odell zeichnete für die Kostümentwürfe verantwortlich. Bud Westmore war Maskenbildner. Kameramann Clifford Stine wurde für Spezialaufnahmen eingesetzt.

## Kritiken
Der Spiegel schrieb in seiner Ausgabe vom 8. Mai 1957: „In dieser etwas zaghaften, doch stellenweise amüsanten Selbstparodie Hollywoods darf die deutsche Bundesfilmpreisträgerin Marianne Koch dartun, wie sich die Amerikaner eine deutsche Idealfrau vorstellen. Sie heißt Schiller, stammt aber, damit die Kollektivschuld ihr nichts anhabe, aus Österreich, versteht viel von natürlich ernsthafter Musik, trägt einen Nackenknoten, ist verschlossen, häuslich und hat seelisch Schweres zu verarbeiten. Ihr selten, aber heftig aufleuchtender Frohsinn scheint dazu bestimmt, die Heimabende einer Jugendgruppe zu speisen.“

„Klischeehafte aber fesselnde Erzählung (…) Ausgezeichnete Filmkomposition von Alex North.“

„Die gefällige Unterhaltung ohne tiefer gehenden Anspruch bot dem Universal-Studio in erster Linie Gelegenheit, in vier kleinen Liebesgeschichten seine neu unter Vertrag stehenden ausländischen Talente zu testen. Dementsprechend finden sich nur vereinzelt harmlose ironische Seitenhiebe auf die amerikanische Filmindustrie.“

„Formelhafte, romantische Komödie, die hinreichend junge Talente darbietet.“